# Valeo
A Valeo é uma empresa multinacional europeia fornecedora global de produtos automotivos fundada em 1923, em uma oficina em Saint-Ouen, na França. É fornecedora e parceira de produtos automotivos para fabricantes de automóveis em todo o mundo. Por ser uma empresa voltada à tecnologia, cria soluções inovadoras para a mobilidade inteligente, com foco particular na condução intuitiva e na redução das emissões de CO2. Em 2016 e 2017, a empresa foi líder francesa na criação de patentes. O grupo também fornece e distribui componentes automotivos para fabricantes de automóveis e operadores independentes do mercado de reposição.
Atualmente, a Valeo conta com cerca de 112 mil funcionários em unidades espalhadas por mais de 184 fábricas, 55 centros de pesquisas e desenvolvimento e 15 centros de distribuição em 33 países. Em 2017, as vendas mundiais da Valeo subiram 12%.

## Atuação no Brasil
A Valeo ficou mais conhecida no Brasil após a aquisição da empresa Cibié em São Paulo, que atuava no mercado brasileiro pela produção de faróis e lanternas. Desde então, a Valeo assumiu no Brasil a produção deste item além de manter a marca Cibié. A Valeo mantém atualmente 11 fábricas no Brasil, em seis cidades: Gravataí (RS), São Paulo, Campinas e Itatiba (SP), Camaçari (BA) e Caxias do sul (RS). As unidades produzem componentes em quatro ramos de negócio: Powertrain (alternadores, motores de partida, embreagens), sistemas térmicos (radiadores, ventiladores, defletores, climatizadores, intercoolers), sistemas de visibilidade e de conforto (limpadores, faróis, lanternas) e assistentes de direção.

## História
Em 1923, Eugène Buisson, representante francês dos revestimentos de freio de Ferodo, abriu oficinas em Saint-Ouen para fabricar, sob licença, seus próprios materiais de fricção. Este foi o nascimento da Société Anonyme Française de Ferodo (SAFF).
Em 1932, a empresa expandiu suas atividades para incluir a produção de embreagens e a SAFF foi listada na Bolsa de Valores de Paris. Na véspera da Segunda Guerra Mundial, a empresa possuía quase todas as patentes relativas às embreagens.
Durante a guerra, na Batalha de Falaise em 1944, as fábricas da Normandia foram parcialmente destruídas e, durante a Libertação de Paris, as oficinas de Saint-Ouen (revestimentos de freio e embreagens) foram gravemente danificadas. Na década de 1950, a empresa se modernizou e expandiu fora da região parisiense, construindo novas fábricas, especialmente na Normandia (materiais de fricção) e Amiens (embreagens).

### 1962 - 1978: Expansão em toda a Europa
Em 1962, a empresa assumiu a SOFICA (Société de Fabrication Industrielle de Chauffage et d’Aération), especializada em aquecimento e ar condicionado com uma fábrica em Nogent-le-Rotrou (França), adquirindo assim uma nova linha de negócios: sistemas térmicos para automóveis.
A empresa foi reestruturada para refletir suas atividades, que continuaram a se diversificar, especialmente com a adição de sistemas de iluminação e limpeza.
Durante a década de 1960, a empresa expandiu-se na Europa, trabalhando em estreita colaboração com seus clientes principalmente franceses e italianos. Novos sites foram estabelecidos em Espanha e Itália.
Em 1970, a empresa construiu um centro de pesquisa (incluindo um túnel de vento) dedicado a sistemas térmicos, em La Verrière (região de Paris).
Continuou a expandir-se com várias aquisições na Europa, bem como a aquisição da SEV Marchal (1970-1971), depois de Paris-Rhône e Cibié (1977-1978). Essas aquisições permitiram à empresa ampliar sua estratégia de longo prazo para englobar componentes elétricos (velas de ignição, alternadores e motores de partida, além de sistemas de ignição, iluminação e limpeza).
Em 1974, o Grupo criou uma atividade de sistemas térmicos em São Paulo, Brasil.

### 1980 - 1990: Crescimento Internacional
Em 1980, a Valeo abriu seu primeiro site nos Estados Unidos, produzindo sistemas de aquecimento, seguido em 1982 por um site no México.
Em 1984, o Grupo assumiu a Ducellier, uma empresa produtora de alternadores, motores de partida, faróis e sistemas de ignição, e estabeleceu seu primeiro site na Tunísia, para produzir embreagens.
Em 1985, as primeiras Direções Nacionais foram criadas para atuar como embaixadoras do Grupo na Espanha, Itália, Alemanha, Brasil e Japão.
Em 1987, a Valeo reorientou completamente sua atividade principal e começou a descartar negócios não-automotivos e não estratégicos. O Grupo adquiriu a Neiman, lançando sua atividade de sistemas de segurança.
Em 1988, a Valeo abriu seus primeiros sites na Coréia do Sul e na Turquia.

### 1990 - 2000: Ampliação da qualidade
Durante a década de 1990, a qualidade tornou-se uma prioridade e a Valeo apresentou seu sistema "5 Eixos" para alcançar a satisfação do cliente.
As operações de Pesquisa e Desenvolvimento expandiram-se e, em 1992, foi inaugurado em Créteil (região de Paris) um centro de P&D dedicado à eletrônica, enquanto outro foi aberto em Bobigny (região de Paris) com foco em iluminação.
O desenvolvimento internacional continuou. A Valeo se moveu para a China (1994), Polônia, República Tcheca (1995) e Índia (1997).
Em 1998, o grupo adquiriu o negócio de sistemas elétricos da ITT Industries, bem como as atividades automotivas da Labinal. Essas aquisições permitiram que a Valeo se tornasse uma empresa global em sistemas elétricos e eletrônicos.

### 2000 - 2009: Era Tecnológica
No início dos anos 2000, a Valeo lançou seus programas para apresentar inovações aos seus clientes.
Em 2004, o grupo abriu seu primeiro centro de P&D na China (Wuhan) dedicado à iluminação. A Valeo foi a primeira a lançar a tecnologia Stop-Start no mercado.
Em 2005, a Valeo adquiriu a divisão de motores elétricos da Johnson Controls, permitindo ao grupo fortalecer suas operações de eficiência do powertrain para veículos mais limpos, mais eficientes e econômicos.

### Desde 2009: Crescimento Responsável
A estratégia do grupo baseia-se em duas áreas principais de crescimento: a redução das emissões de CO2 e o desenvolvimento em países de alto crescimento e na Ásia.
Em 2011, a Valeo adquiriu o fornecedor automotivo japonês Niles, tornando-se líder mundial no mercado de controles internos.

### Desde 2014: Uma nova identidade como empresa de tecnologia
A estratégia implementada desde 2009 valeu a pena. O crescimento das vendas da Valeo superou o da produção automotiva global, e a outra receita atingiu níveis recordes, com mais de um terço envolvendo inovação. Em 2015, a Valeo foi nomeada na lista da Thomson Reuters como "Top Global Innovator 2015".
Sua estratégia de inovação é apoiada por parcerias de pesquisa e tecnologia como a Safran, aquisições como Peiker e Spheros, investimentos em start-up de tecnologia, investimentos em fundos de capital de risco e joint ventures.
Em 2014, Valeo retornou ao índice de referência CAC 40, Euronext Paris.
Em 2016, Valeo comprou a Shperos climatização do Brasil, em Caxias do sul (RS), expandindo sua participação em climatização em ônibus, assim se tornando a maior empresa em climatização de ônibus da América Latina.